# Untersberg live
Untersberg live war ein privater Hörfunksender aus Freilassing. Das Unternehmen firmierte unter der offiziellen Bezeichnung Lokalradio Berchtesgadener Land GmbH & Co. KG. Sendestart war am 1. August 2002. Der Sender trat die Nachfolge des 2001 in Insolvenz geratenen Senders Radio Untersberg an. Geschäftsführer und Programmleiter des Senders war Dietmar Nagelmüller.
Mit der Genehmigung des Medienrats der Bayerischen Landeszentrale vom 9. Oktober 2008 wurde der Zusammenschluss von Radio Chiemgau und Radio Untersberg Live genehmigt. Das gemeinsame Programm wurde ab 1. Januar 2009 zur Bayernwelle SüdOst. Die Frequenzen von Untersberg live wurden ab dem 1. Januar 2009 durch die Bayernwelle SüdOst übernommen.

## Programm
Untersberg live war ein Sender mit dem Format Soft AC und definierte sich als Radio, das exakt auf die Hörer der Zielgruppe 14 bis 49 Jahre abgestimmt war. Die Sendezeit betrug 24 Stunden täglich, inkl. Spartenanbieter.

## Empfang
Die terrestrischen Sendefrequenzen lagen bei 88,2 MHz (Bad Reichenhall-Kirchholz), 89,0 MHz (Högl) und 89,3 MHz (Berchtesgaden).
Das Sendegebiet deckte das gesamte Berchtesgadener Land, Teile des Landkreises Traunstein und die Stadt Salzburg samt Umgebung ab.